# Östhammars Segelsällskap
Östhammars segelsällskap (ÖSS) är en segelklubb i Östhammar som bildades 1890, och som 2011 hade fler än 600 medlemmar med ungefär lika många båtar. ÖSS varv är beläget i den inre delen av Östhammarsfjärden.